# Giuseppe Chinzer
Giuseppe Chinzer, auch Chinxer (* vor 1738 in Florenz; † nach 1745) war ein italienischer Cellist und Komponist des Spätbarock und der Vorklassik.

## Leben
Giuseppe Chinzer wirkte um 1738 an der Oper in Lucca, bekannt wurde er durch seine Cellosonaten Op. 1, die unter dem Titel „Six Sonates Œuvre Première a Violoncello col basso, del Signor Chinxer, ces sonates peuvent se jouer également sur deux bassons“ 1745 in Paris bei Boivin und Le Clerc veröffentlicht wurden. Einzelne Sonaten aus diesem Opus sind seit den 1990er Jahren mehrfach als Neudrucke erschienen.
Es ist nicht gesichert, ob mit dem gleichnamigen, ebenfalls aus Florenz stammenden Opernkomponisten Giovanni Chinzer eine Verwandtschaft besteht.
| Personendaten    | Personendaten                                                         |
| ---------------- | --------------------------------------------------------------------- |
| NAME             | Chinzer, Giuseppe                                                     |
| ALTERNATIVNAMEN  | Chinxer, Giuseppe                                                     |
| KURZBESCHREIBUNG | italienischer Cellist und Komponist des Spätbarock und der Vorklassik |
| GEBURTSDATUM     | vor 1738                                                              |
| GEBURTSORT       | Florenz                                                               |
| STERBEDATUM      | nach 1745                                                             |